# Sẻ mỏ vàng
Sẻ mỏ vàng (danh pháp hai phần: Paroaria capitata) là một loài chim trong họ Thraupidae.
Nó phân bố ở Brazil, Paraguay, Bolivia, Uruguay và miền bắc Argentina và đã được mang đến đảo Hawaii. Nó sinh sản trong vùng cây bụi ẩm. Sẻ mỏ vàng có thể dễ bị nhầm lẫn với Sẻ mào đỏ. Sẻ mỏ vàng không có mào.

## Liên kết ngoài

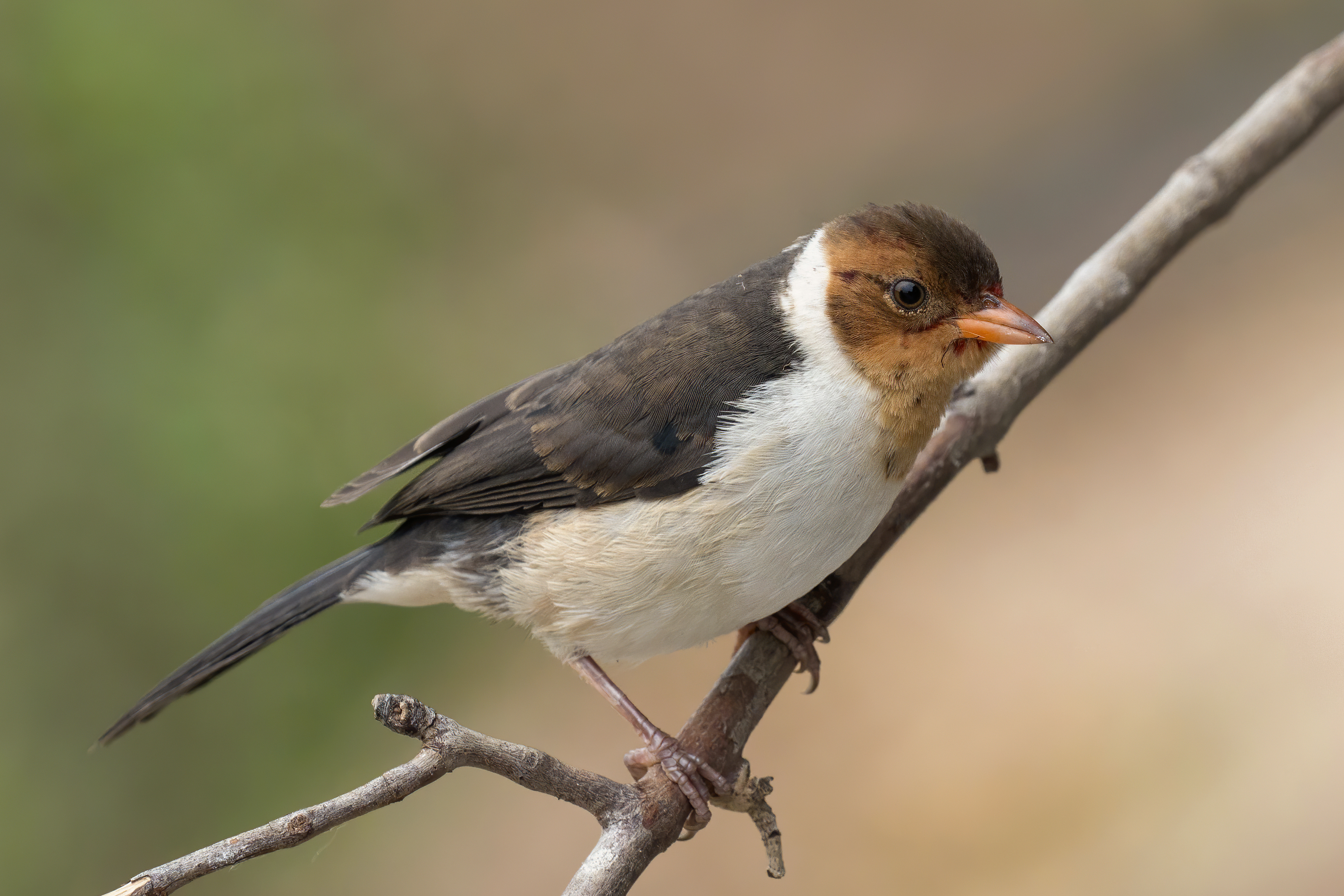
Một con đang tuổi trưởng thành ở Pantanal, Brazil